# Middlebury, Vermont
Middlebury är en kommun (town) i Addison County i delstaten Vermont i USA. Middlebury är huvudort (county seat) i Addison County. Vid folkräkningen år 2010 bodde 8 496 personer på orten. Den har enligt United States Census Bureau en area på totalt 101,6 km² varav 1,0 km² är vatten. 